# Lista de prêmios e indicações recebidos por The Last of Us
The Last of Us é um jogo eletrônico de ação-aventura e sobrevivência desenvolvido pela Naughty Dog e publicado pela Sony Computer Entertainment. Na história, os jogadores controlam Joel, um homem encarregado de escoltar uma adolescente chamada Ellie através de um Estados Unidos pós-apocalíptico. Seu desenvolvimento foi liderado pelo diretor de jogo Bruce Straley e pelo diretor de criação Neil Druckmann. O jogo foi oficialmente anunciado em 10 de dezembro de 2011, sendo amplamente esperado. Ele venceu o prêmio de Jogo Mais Antecipado da PlayStation Universe e Cheat Code Central, recebendo uma indicação no Spike Video Game Awards.
O jogo venceu vários outros prêmios vindos de prévias exibidas na Electronic Entertainment Expo, incluindo Melhor do Show de diversas publicações. The Last of Us foi lançado mundialmente para PlayStation 3 no dia 14 de junho de 2013. O jogo foi aclamado pela crítica, possuindo uma nota média de 95/100 no agregador de resenhas Metacritic e uma aprovação de 95.09% no GameRankings. Ele vendeu aproximadamente 3,4 milhões de cópias em apenas três semanas depois do seu lançamento e sete milhões até julho de 2014, tornando-se um dos títulos mais vendidos da história do PlayStation 3.
The Last of Us recebeu premiações em várias categorias após seu lançamento, com foco principal para sua história, som e música, gráficos e desenho artístico e atuações de seu elenco principal. Ele acabou tornando-se um dos jogos mais premiados de toda a história da indústria. Ele foi indicado em dez categorias e venceu cinco na British Academy Games Awards: Melhor Jogo, Ação-Aventura, Realização em Áudio, Interpretação e História. O título recebeu treze indicações aos DICE Awards, vencendo dez incluindo Jogo do Ano. The Last of Us recebeu treze indicações no Melhor de 2013 da IGN, também vencendo em dez incluindo Jogo do Ano, Melhor Jogo Geral de Ação-Aventura e Melhor Som Geral.
O título venceu os prêmios de Jogo do Ano, Melhor Projeto e Melhor Narrativa no Game Developers Choice Awards. Ele teve sete indicações ao Spike VGX, com Troy Baker vencendo como Melhor Dublador e Ashley Johnson vencendo como Melhora Dubladora. O jogo também apareceu em várias listas dos melhores do ano de 2013, recebendo premiações de Jogo do Ano pela The Daily Telegraph, Good Game, Kotaku, VideoGamer.com e muitos outros.

## Prêmios
| Data                    | Prêmio                                                      | Categoria                                             | Recipiente(s)                                | Resultado      | Ref     |
| ----------------------- | ----------------------------------------------------------- | ----------------------------------------------------- | -------------------------------------------- | -------------- | ------- |
| 4 de junho de 2012      | GameSpot's Best of E3 2012 Editors' Choice Awards           | Melhor Jogo                                           | The Last of Us                               | Venceu         | [ 6 ]   |
| 9 de junho de 2012      | The Daily Telegraph's E3 2012: Best in show                 | Melhor Jogo                                           | The Last of Us                               | Venceu         | [ 7 ]   |
| 11 de junho de 2012     | The Electric Playground's Best of E3 Winners                | Melhor Jogo                                           | The Last of Us                               | Venceu         | [ 8 ]   |
| 11 de junho de 2012     | Electronic Gaming Monthly Presents: The Best of E3 2012     | Jogo do Show                                          | The Last of Us                               | Venceu         | [ 9 ]   |
| 11 de junho de 2012     | Electronic Gaming Monthly Presents: The Best of E3 2012     | Melhor Jogo de PS3                                    | The Last of Us                               | Venceu         | [ 9 ]   |
| 12 de junho de 2012     | Destructoid's Best of E3 2012                               | Jogo do Show                                          | The Last of Us                               | Venceu         | [ 10 ]  |
| 12 de junho de 2012     | Destructoid's Best of E3 2012                               | Melhor Jogo de PlayStation 3                          | The Last of Us                               | Vice           | [ 10 ]  |
| 12 de junho de 2012     | Destructoid's Best of E3 2012                               | Melhor Ação/Aventura                                  | The Last of Us                               | Indicado       | [ 10 ]  |
| 12 de junho de 2012     | PlayStation Universe's E3 2012 Awards                       | Melhor Jogo                                           | The Last of Us                               | Venceu         | [ 32 ]  |
| 12 de junho de 2012     | PlayStation Universe's E3 2012 Awards                       | Jogo Mais Antecipado                                  | The Last of Us                               | Venceu         | [ 3 ]   |
| 12 de junho de 2012     | PlayStation Universe's E3 2012 Awards                       | Melhor Trailer                                        | The Last of Us Trailer da E3 2012            | Vice           | [ 33 ]  |
| 24 de junho de 2012     | Cheat Code Central's The Best of E3 2012                    | Melhor Jogo Geral                                     | The Last of Us                               | Venceu         | [ 34 ]  |
| 24 de junho de 2012     | Cheat Code Central's The Best of E3 2012                    | Jogo Mais Antecipado                                  | The Last of Us                               | Venceu         | [ 4 ]   |
| 26 de junho de 2012     | Game Critics Awards: Best of E3 2012                        | Melhor do Show                                        | The Last of Us                               | Venceu         | [ 35 ]  |
| 26 de junho de 2012     | Game Critics Awards: Best of E3 2012                        | Melhor Jogo Original                                  | The Last of Us                               | Venceu         | [ 35 ]  |
| 26 de junho de 2012     | Game Critics Awards: Best of E3 2012                        | Melhor Jogo de Console                                | The Last of Us                               | Venceu         | [ 35 ]  |
| 26 de junho de 2012     | Game Critics Awards: Best of E3 2012                        | Melhor Jogo de Ação/Aventura                          | The Last of Us                               | Venceu         | [ 35 ]  |
| 26 de junho de 2012     | Game Critics Awards: Best of E3 2012                        | Louvor Especial por Som                               | The Last of Us                               | Venceu         | [ 35 ]  |
| 7 de dezembro de 2012   | Spike Video Game Awards 2012                                | Jogo Mais Antecipado                                  | The Last of Us                               | Indicado       | [ 5 ]   |
| 9 de dezembro de 2012   | Inside Gaming Awards                                        | Melhor Trailer                                        | The Last of Us Trailer Gamescom 2012         | Venceu         | [ 36 ]  |
| 15 de outubro de 2013   | Games Games of the Year and Other Awards 2014               | Melhor Novo Jogo de Ação                              | The Last of Us                               | Venceu         | [ 37 ]  |
| 26 de outubro de 2013   | Golden Joystick Awards 2013                                 | Melhor Novato                                         | The Last of Us                               | Venceu         | [ 38 ]  |
| 26 de outubro de 2013   | Golden Joystick Awards 2013                                 | Melhor Narrativa                                      | The Last of Us                               | Venceu         | [ 38 ]  |
| 26 de outubro de 2013   | Golden Joystick Awards 2013                                 | Estúdio do Ano                                        | Naughty Dog                                  | Venceu         | [ 38 ]  |
| 26 de outubro de 2013   | Golden Joystick Awards 2013                                 | Jogo do Ano                                           | The Last of Us                               | Indicado       | [ 39 ]  |
| 26 de outubro de 2013   | Golden Joystick Awards 2013                                 | Melhor Desenho Visual                                 | The Last of Us                               | Indicado       | [ 39 ]  |
| 26 de outubro de 2013   | Golden Joystick Awards 2013                                 | Melhor Momento                                        | "Perda de Joel"                              | Indicado       | [ 39 ]  |
| 14 de novembro de 2013  | International Business Times' Five Best Video Games of 2013 | Melhor Jogo                                           | The Last of Us                               | Venceu         | [ 40 ]  |
| 22 de novembro de 2013  | contactmusic.com's Top 10 Games of 2013                     | Melhor Jogo                                           | The Last of Us                               | Venceu         | [ 41 ]  |
| 3 de dezembro de 2013   | Good Game Awards 2013                                       | Melhor Jogo                                           | The Last of Us                               | Venceu         | [ 25 ]  |
| 3 de dezembro de 2013   | Good Game Awards 2013                                       | Momento Mais Memorável                                | "Girafas"                                    | Indicado       | [ 42 ]  |
| 3 de dezembro de 2013   | Time's Top 10 Video Games of 2013                           | Melhor Jogo                                           | The Last of Us                               | Sexto          | [ 43 ]  |
| 4 de dezembro de 2013   | Inside Gaming Awards                                        | Melhor Som                                            | The Last of Us                               | Venceu         | [ 44 ]  |
| 4 de dezembro de 2013   | Inside Gaming Awards                                        | Melhor Dublagem                                       | The Last of Us                               | Venceu         | [ 44 ]  |
| 4 de dezembro de 2013   | Inside Gaming Awards                                        | Jogo do Ano                                           | The Last of Us                               | Indicado       | [ 45 ]  |
| 4 de dezembro de 2013   | Inside Gaming Awards                                        | Mais Imersivo                                         | The Last of Us                               | Indicado       | [ 45 ]  |
| 4 de dezembro de 2013   | Inside Gaming Awards                                        | Melhor História                                       | The Last of Us                               | Indicado       | [ 45 ]  |
| 4 de dezembro de 2013   | Inside Gaming Awards                                        | Escolha dos Jogadores                                 | The Last of Us                               | Indicado       | [ 45 ]  |
| 6 de dezembro de 2013   | Cheat Code Central's Cody Awards                            | Jogo do Ano                                           | The Last of Us                               | Venceu         | [ 46 ]  |
| 6 de dezembro de 2013   | Cheat Code Central's Cody Awards                            | Estúdio do Ano                                        | Naughty Dog                                  | Venceu         | [ 47 ]  |
| 6 de dezembro de 2013   | Cheat Code Central's Cody Awards                            | Melhor Personagem Masculino                           | Joel                                         | Venceu         | [ 48 ]  |
| 6 de dezembro de 2013   | Cheat Code Central's Cody Awards                            | Melhor Personagem Feminina                            | Ellie                                        | Venceu         | [ 49 ]  |
| 6 de dezembro de 2013   | Cheat Code Central's Cody Awards                            | Melhor Jogo de PlayStation                            | The Last of Us                               | Venceu         | [ 50 ]  |
| 6 de dezembro de 2013   | Cheat Code Central's Cody Awards                            | Melhor Som                                            | The Last of Us                               | Vice           | [ 51 ]  |
| 6 de dezembro de 2013   | Cheat Code Central's Cody Awards                            | Melhores Gráficos                                     | The Last of Us                               | Indicado       | [ 52 ]  |
| 6 de dezembro de 2013   | Cheat Code Central's Cody Awards                            | Melhor Jogo de Ação/Aventura                          | The Last of Us                               | Indicado       | [ 53 ]  |
| 7 de dezembro de 2013   | Spike VGX 2013                                              | Estúdio do Ano                                        | Naughty Dog                                  | Venceu         | [ 23 ]  |
| 7 de dezembro de 2013   | Spike VGX 2013                                              | Melhor Jogo de PlayStation                            | The Last of Us                               | Venceu         | [ 23 ]  |
| 7 de dezembro de 2013   | Spike VGX 2013                                              | Melhor Dublador                                       | Troy Baker                                   | Venceu         | [ 23 ]  |
| 7 de dezembro de 2013   | Spike VGX 2013                                              | Melhor Dubladora                                      | Ashley Johnson                               | Venceu         | [ 23 ]  |
| 7 de dezembro de 2013   | Spike VGX 2013                                              | Jogo do Ano                                           | The Last of Us                               | Indicado       | [ 23 ]  |
| 7 de dezembro de 2013   | Spike VGX 2013                                              | Melhor Jogo de Ação-Aventura                          | The Last of Us                               | Indicado       | [ 23 ]  |
| 7 de dezembro de 2013   | Spike VGX 2013                                              | Melhor Trilha Sonora                                  | The Last of Us                               | Indicado       | [ 23 ]  |
| 9 de dezembro de 2013   | Slant Magazine's 25 Best Video Games of 2013                | Melhor Jogo Eletrônico                                | The Last of Us                               | Quinto         | [ 54 ]  |
| 12 de dezembro de 2013  | Daily Mirror's Top games of 2013                            | Melhor Jogo                                           | The Last of Us                               | Venceu         | [ 29 ]  |
| 13 de dezembro de 2013  | GameSpot's Game of the Year 2013 Awards                     | Jogo de PlayStation 3 do Ano                          | The Last of Us                               | Venceu         | [ 55 ]  |
| 13 de dezembro de 2013  | GameSpot's Game of the Year 2013 Awards                     | Jogo do Ano                                           | The Last of Us                               | Indicado       | [ 56 ]  |
| 17 de dezembro de 2013  | Canada.com's Top video games of 2013                        | Jogo do Ano                                           | The Last of Us                               | Venceu         | [ 57 ]  |
| 17 de dezembro de 2013  | Forbes's Best Video Game Shooters of 2013                   | Melhor Jogo Eletrônico de Tiro                        | The Last of Us                               | Venceu         | [ 58 ]  |
| 17 de dezembro de 2013  | Game Revolution's Best of 2013 Awards                       | Melhor Desenvolvedora                                 | Naughty Dog                                  | Venceu         | [ 59 ]  |
| 19 de dezembro de 2013  | Game Revolution's Best of 2013 Awards                       | Melhor Exclusivo de PlayStation 3                     | The Last of Us                               | Venceu         | [ 60 ]  |
| 19 de dezembro de 2013  | CNET's 15 best video games of 2013                          | Melhor Jogo Eletrônico                                | The Last of Us                               | Vice           | [ 61 ]  |
| 19 de dezembro de 2013  | The New Zealand Herald 2013 in review                       | Melhor Jogo                                           | The Last of Us                               | Venceu         | [ 62 ]  |
| 20 de dezembro de 2013  | Game Revolution's Best of 2013 Awards                       | Jogo do Ano                                           | The Last of Us                               | Venceu         | [ 63 ]  |
| 20 de dezembro de 2013  | Digital Spy's best games of 2013                            | Melhor Jogo                                           | The Last of Us                               | Quarto         | [ 64 ]  |
| 20 de dezembro de 2013  | Entertainment Weekly's Top 10 Videogames of 2013            | Melhor Jogo                                           | The Last of Us                               | Vice           | [ 65 ]  |
| 20 de dezembro de 2013  | The Guardian's Top 25 video games of 2013                   | Melhor Jogo                                           | The Last of Us                               | Vice           | [ 66 ]  |
| 20 de dezembro de 2013  | Wired's Top 10 Best Videogames of 2013                      | Melhor Jogo                                           | The Last of Us                               | Quinto         | [ 67 ]  |
| 21 de dezembro de 2013  | IGN Australia's Top 12 Games of 2013                        | Melhor Jogo                                           | The Last of Us                               | Venceu         | [ 68 ]  |
| 21 de dezembro de 2013  | Hardcore Gamer's Game of the Year Awards 2013               | Melhor Jogo de PlayStation 3                          | The Last of Us                               | Venceu         | [ 69 ]  |
| 21 de dezembro de 2013  | Hardcore Gamer's Game of the Year Awards 2013               | Melhor Jogo de Ação                                   | The Last of Us                               | Venceu         | [ 70 ]  |
| 21 de dezembro de 2013  | Hardcore Gamer's Game of the Year Awards 2013               | Melhor Desenvolvedora                                 | Naughty Dog                                  | Venceu         | [ 71 ]  |
| 21 de dezembro de 2013  | Hardcore Gamer's Game of the Year Awards 2013               | Melhor Personagem Nova                                | Ellie                                        | Venceu         | [ 72 ]  |
| 21 de dezembro de 2013  | Hardcore Gamer's Game of the Year Awards 2013               | Melhor Propriedade Intelectual Nova                   | The Last of Us                               | Venceu         | [ 73 ]  |
| 21 de dezembro de 2013  | Hardcore Gamer's Game of the Year Awards 2013               | Melhor Dublagem                                       | The Last of Us                               | Venceu         | [ 74 ]  |
| 21 de dezembro de 2013  | Hardcore Gamer's Game of the Year Awards 2013               | Melhor Roteiro                                        | The Last of Us                               | Venceu         | [ 75 ]  |
| 21 de dezembro de 2013  | Hardcore Gamer's Game of the Year Awards 2013               | O Troféu Troy Baker                                   | Troy Baker                                   | Venceu         | [ 76 ]  |
| 21 de dezembro de 2013  | Hardcore Gamer's Game of the Year Awards 2013               | Melhor Trilha Sonora Original                         | The Last of Us                               | Indicado       | [ 77 ]  |
| 21 de dezembro de 2013  | Hardcore Gamer's Game of the Year Awards 2013               | Melhor Desenho Sonoro                                 | The Last of Us                               | Indicado       | [ 78 ]  |
| 21 de dezembro de 2013  | Hardcore Gamer's Game of the Year Awards 2013               | Melhor História                                       | The Last of Us                               | Indicado       | [ 79 ]  |
| 22 de dezembro de 2013  | Hardcore Gamer's Game of the Year Awards 2013               | Jogo do Ano                                           | The Last of Us                               | Venceu         | [ 30 ]  |
| 23 de dezembro de 2013  | The A.V. Club's Readers' Poll                               | Melhor Jogo                                           | The Last of Us                               | Venceu         | [ 80 ]  |
| 23 de dezembro de 2013  | Giant Bomb's 2013 Game of the Year Awards                   | Jogo Mais Bonito                                      | The Last of Us                               | Venceu         | [ 81 ]  |
| 24 de dezembro de 2013  | Destructoid's Best of 2013                                  | Jogo do Ano                                           | The Last of Us                               | Venceu         | [ 82 ]  |
| 24 de dezembro de 2013  | Destructoid's Best of 2013                                  | Escolha da Comunidade                                 | The Last of Us                               | Venceu         | [ 83 ]  |
| 24 de dezembro de 2013  | Destructoid's Best of 2013                                  | Melhor Exclusivo de Console                           | The Last of Us                               | Venceu         | [ 84 ]  |
| 24 de dezembro de 2013  | Destructoid's Best of 2013                                  | Melhores Visuais                                      | The Last of Us                               | Venceu         | [ 85 ]  |
| 24 de dezembro de 2013  | Destructoid's Best of 2013                                  | Melhor História                                       | The Last of Us                               | Indicado       | [ 86 ]  |
| 24 de dezembro de 2013  | Destructoid's Best of 2013                                  | Melhor Jogo de Ação                                   | The Last of Us                               | Indicado       | [ 87 ]  |
| 24 de dezembro de 2013  | Destructoid's Best of 2013                                  | Melhor Personagem                                     | Joel                                         | Indicado       | [ 88 ]  |
| 24 de dezembro de 2013  | Destructoid's Best of 2013                                  | Melhor Personagem                                     | Ellie                                        | Indicado       | [ 88 ]  |
| 24 de dezembro de 2013  | Giant Bomb's 2013 Game of the Year Awards                   | Melhor História                                       | The Last of Us                               | Venceu         | [ 89 ]  |
| 25 de dezembro de 2013  | Giant Bomb's 2013 Game of the Year Awards                   | Melhor Estreante                                      | The Last of Us                               | Venceu         | [ 90 ]  |
| 26 de dezembro de 2013  | Giant Bomb's 2013 Game of the Year Awards                   | Melhor Momento ou Sequência                           | "O Final"                                    | Indicado       | [ 91 ]  |
| 26 de dezembro de 2013  | Ars Technica 20 best video games of 2013                    | Melhor Jogo                                           | The Last of Us                               | Vice           | [ 92 ]  |
| 26 de dezembro de 2013  | Edge Awards 2013                                            | Melhor Jogo                                           | The Last of Us                               | Vice           | [ 93 ]  |
| 26 de dezembro de 2013  | GLAAD Media Awards                                          | Novo Personagem LGBT Mais Intrigante                  | Bill                                         | Quinto         | [ 94 ]  |
| 27 de dezembro de 2013  | Giant Bomb's 2013 Game of the Year Awards                   | Melhor Jogo                                           | The Last of Us                               | Venceu         | [ 95 ]  |
| 28 de dezembro de 2013  | Edge Awards 2013                                            | Melhor Desenho de Áudio                               | The Last of Us                               | Venceu         | [ 96 ]  |
| 29 de dezembro de 2013  | EGM's Best of 2013                                          | Melhor Jogo                                           | The Last of Us                               | Quarto         | [ 97 ]  |
| 30 de dezembro de 2013  | Edge Awards 2013                                            | Estúdio do Ano                                        | Naughty Dog                                  | Vice           | [ 98 ]  |
| 30 de dezembro de 2013  | EGM's Best of 2013: Reader's Choice                         | Melhor Jogo                                           | The Last of Us                               | Venceu         | [ 99 ]  |
| 30 de dezembro de 2013  | Kotaku's Game of the Year 2013                              | Jogo do Ano                                           | The Last of Us                               | Venceu         | [ 26 ]  |
| 30 de dezembro de 2013  | Kotaku's Game of the Year 2013                              | Jogo do Ano dos Leitores                              | The Last of Us                               | Venceu         | [ 100 ] |
| 31 de dezembro de 2013  | The Daily Telegraph Video Game Awards 2013                  | Jogo do Ano                                           | The Last of Us                               | Venceu         | [ 24 ]  |
| 31 de dezembro de 2013  | The Daily Telegraph Video Game Awards 2013                  | Melhor Roteiro                                        | Neil Druckmann                               | Venceu         | [ 24 ]  |
| 31 de dezembro de 2013  | The Daily Telegraph Video Game Awards 2013                  | Melhor Intérprete                                     | Ashley Johnson                               | Venceu         | [ 24 ]  |
| 31 de dezembro de 2013  | The Daily Telegraph Video Game Awards 2013                  | Melhor Intérprete                                     | Troy Baker                                   | Indicado       | [ 24 ]  |
| 31 de dezembro de 2013  | The Daily Telegraph Video Game Awards 2013                  | Melhor Diretor                                        | Bruce Straley e Neil Druckmann               | Indicado       | [ 24 ]  |
| 31 de dezembro de 2013  | The Daily Telegraph Video Game Awards 2013                  | Melhor Direção de Arte                                | Nate Wells                                   | Indicado       | [ 24 ]  |
| 31 de dezembro de 2013  | The Daily Telegraph Video Game Awards 2013                  | Melhor Desenho de Som                                 | Phil Kovats                                  | Indicado       | [ 24 ]  |
| 31 de dezembro de 2013  | The Daily Telegraph Video Game Awards 2013                  | Melhor Trilha Sonora Original                         | Gustavo Santaolalla                          | Indicado       | [ 24 ]  |
| 31 de dezembro de 2013  | The Daily Telegraph Video Game Awards 2013                  | Melhor Desenvolvedora                                 | Naughty Dog                                  | Indicado       | [ 24 ]  |
| 31 de dezembro de 2013  | The Daily Telegraph Video Game Awards 2013                  | Realização Técnica                                    | The Last of Us                               | Indicado       | [ 24 ]  |
| 31 de dezembro de 2013  | The Escapist Awards 2013                                    | Melhor Jogo de Ação-Aventura                          | The Last of Us                               | Venceu         | [ 101 ] |
| 31 de dezembro de 2013  | VideoGamer.com Game of the Year 2013                        | Jogo do Ano                                           | The Last of Us                               | Venceu         | [ 27 ]  |
| 2 de janeiro de 2014    | GameSpot People's Choice                                    | Jogo do Ano                                           | The Last of Us                               | Venceu         | [ 102 ] |
| 3 de janeiro de 2014    | Joystiq Top of 2013                                         | Melhor Jogo                                           | The Last of Us                               | Venceu         | [ 103 ] |
| 7 de janeiro de 2014    | GameTrailers Game of the Year Awards 2014                   | Jogo do Ano                                           | The Last of Us                               | Venceu         | [ 104 ] |
| 7 de janeiro de 2014    | GameTrailers Game of the Year Awards 2014                   | Melhor História                                       | The Last of Us                               | Venceu         | [ 104 ] |
| 7 de janeiro de 2014    | GameTrailers Game of the Year Awards 2014                   | Melhor Tiro em Terceira Pessoa                        | The Last of Us                               | Venceu         | [ 104 ] |
| 7 de janeiro de 2014    | GameTrailers Game of the Year Awards 2014                   | Melhor Exclusivo de PlayStation                       | The Last of Us                               | Venceu         | [ 104 ] |
| 7 de janeiro de 2014    | GameTrailers Game of the Year Awards 2014                   | Melhores Gráficos                                     | The Last of Us                               | Indicado       | [ 104 ] |
| 7 de janeiro de 2014    | GameTrailers Game of the Year Awards 2014                   | Melhor Trilha Sonora                                  | The Last of Us                               | Indicado       | [ 104 ] |
| 7 de janeiro de 2014    | Game Informer Best of 2013 Awards                           | Jogo do Ano                                           | The Last of Us                               | Venceu         | [ 105 ] |
| 7 de janeiro de 2014    | Game Informer Best of 2013 Awards                           | Melhor Exclusivo de PS3                               | The Last of Us                               | Venceu         | [ 106 ] |
| 7 de janeiro de 2014    | Game Informer Best of 2013 Awards                           | Melhor Ação                                           | The Last of Us                               | Venceu         | [ 107 ] |
| 7 de janeiro de 2014    | Game Informer Readers' Choice Best of 2013 Awards           | Jogo do Ano                                           | The Last of Us                               | Venceu         | [ 108 ] |
| 7 de janeiro de 2014    | Game Informer Readers' Choice Best of 2013 Awards           | Melhor Exclusivo de PS3                               | The Last of Us                               | Venceu         | [ 108 ] |
| 7 de janeiro de 2014    | Game Informer Readers' Choice Best of 2013 Awards           | Jogo do Ano                                           | The Last of Us                               | Venceu         | [ 108 ] |
| 7 de janeiro de 2014    | Metacritic User Poll                                        | Melhor Jogo Eletrônico                                | The Last of Us                               | Venceu         | [ 109 ] |
| 10 de janeiro de 2014   | The Escapist Awards 2013                                    | Jogo do Ano                                           | The Last of Us                               | Venceu         | [ 110 ] |
| 10 de janeiro de 2014   | The Escapist 2013 Reader's Choice                           | Jogo do Ano                                           | The Last of Us                               | Venceu         | [ 111 ] |
| 11 de janeiro de 2014   | VG24/7 Community Games of the Year                          | Jogo do Ano                                           | The Last of Us                               | Venceu         | [ 31 ]  |
| 14 de janeiro de 2014   | Polygon's Games of the Year 2013                            | Jogo do Ano                                           | The Last of Us                               | Quarto         | [ 112 ] |
| 18 de janeiro de 2014   | IGN's Best of 2013                                          | Jogo do Ano                                           | The Last of Us                               | Venceu         | [ 19 ]  |
| 18 de janeiro de 2014   | IGN's Best of 2013                                          | Melhor Jogo Geral de Ação-Aventura                    | The Last of Us                               | Venceu         | [ 20 ]  |
| 18 de janeiro de 2014   | IGN's Best of 2013                                          | Melhores Gráficos Gerais – Tecnologia                 | The Last of Us                               | Venceu         | [ 113 ] |
| 18 de janeiro de 2014   | IGN's Best of 2013                                          | Melhor Som Geral                                      | The Last of Us                               | Venceu         | [ 114 ] |
| 18 de janeiro de 2014   | IGN's Best of 2013                                          | Melhor Jogo de PS3                                    | The Last of Us                               | Venceu         | [ 115 ] |
| 18 de janeiro de 2014   | IGN's Best of 2013                                          | Melhor Jogo de Ação-Aventura de PS3                   | The Last of Us                               | Venceu         | [ 116 ] |
| 18 de janeiro de 2014   | IGN's Best of 2013                                          | Melhor Jogo Multijogador de PS3                       | The Last of Us                               | Venceu         | [ 117 ] |
| 18 de janeiro de 2014   | IGN's Best of 2013                                          | Melhores Gráficos de PS3                              | The Last of Us                               | Venceu         | [ 118 ] |
| 18 de janeiro de 2014   | IGN's Best of 2013                                          | Melhor Som de PS3                                     | The Last of Us                               | Venceu         | [ 119 ] |
| 18 de janeiro de 2014   | IGN's Best of 2013                                          | Melhor História de PS3                                | The Last of Us                               | Venceu         | [ 120 ] |
| 18 de janeiro de 2014   | IGN's Best of 2013                                          | Melhores Gráficos Gerais – Arte                       | The Last of Us                               | Indicado       | [ 121 ] |
| 18 de janeiro de 2014   | IGN's Best of 2013                                          | Melhor Música Geral                                   | The Last of Us                               | Indicado       | [ 122 ] |
| 18 de janeiro de 2014   | IGN's Best of 2013                                          | Melhor História Geral                                 | The Last of Us                               | Indicado       | [ 123 ] |
| 21 de janeiro de 2014   | GamesRadar's Game of the year 2013                          | Jogo do Ano                                           | The Last of Us                               | Venceu         | [ 124 ] |
| 29 de janeiro de 2014   | Os Melhores Jogos de 2013 pela Magazine HD                  | Jogo do Ano                                           | The Last of Us                               | Venceu         | [ 125 ] |
| 1 de fevereiro de 2014  | Annie Awards                                                | Melhor Jogo Eletrônico Animado                        | The Last of Us                               | Venceu         | [ 28 ]  |
| 1 de fevereiro de 2014  | Writers Guild of America Awards                             | Melhor Realização de Roteiro em um Jogo Eletrônico    | Neil Druckmann                               | Venceu         | [ 126 ] |
| 7 de fevereiro de 2014  | DICE Awards                                                 | Jogo do Ano                                           | The Last of Us                               | Venceu         | [ 18 ]  |
| 7 de fevereiro de 2014  | DICE Awards                                                 | Melhor Realização em Desenho Sonoro                   | The Last of Us                               | Venceu         | [ 18 ]  |
| 7 de fevereiro de 2014  | DICE Awards                                                 | Melhor Realização em História                         | The Last of Us                               | Venceu         | [ 18 ]  |
| 7 de fevereiro de 2014  | DICE Awards                                                 | Melhor Inovação em Jogos Eletrônicos                  | The Last of Us                               | Venceu         | [ 18 ]  |
| 7 de fevereiro de 2014  | DICE Awards                                                 | Jogo de Aventura do Ano                               | The Last of Us                               | Venceu         | [ 18 ]  |
| 7 de fevereiro de 2014  | DICE Awards                                                 | Melhor Realização em Animação                         | The Last of Us                               | Venceu         | [ 18 ]  |
| 7 de fevereiro de 2014  | DICE Awards                                                 | Melhor Realização em Direção de Arte                  | The Last of Us                               | Venceu         | [ 18 ]  |
| 7 de fevereiro de 2014  | DICE Awards                                                 | Melhor Realização em Engenharia Visual                | The Last of Us                               | Venceu         | [ 18 ]  |
| 7 de fevereiro de 2014  | DICE Awards                                                 | Melhor Realização em Direção de Jogo                  | The Last of Us                               | Venceu         | [ 18 ]  |
| 7 de fevereiro de 2014  | DICE Awards                                                 | Melhor Interpretação de Personagem                    | Ashley Johnson                               | Venceu         | [ 18 ]  |
| 7 de fevereiro de 2014  | DICE Awards                                                 | Melhor Interpretação de Personagem                    | Troy Baker                                   | Indicado       | [ 18 ]  |
| 7 de fevereiro de 2014  | DICE Awards                                                 | Melhor Realização em Engenharia de Jogabilidade       | The Last of Us                               | Indicado       | [ 18 ]  |
| 7 de fevereiro de 2014  | DICE Awards                                                 | Jogo Online do Ano                                    | The Last of Us                               | Indicado       | [ 18 ]  |
| 17 de fevereiro de 2014 | NAVGTR Awards 2013                                          | Jogo do Ano                                           | The Last of Us                               | Venceu         | [ 127 ] |
| 17 de fevereiro de 2014 | NAVGTR Awards 2013                                          | Melhor Jogo, Original de Ação                         | The Last of Us                               | Venceu         | [ 127 ] |
| 17 de fevereiro de 2014 | NAVGTR Awards 2013                                          | Direção de Arte, Contemporânea                        | The Last of Us                               | Venceu         | [ 127 ] |
| 17 de fevereiro de 2014 | NAVGTR Awards 2013                                          | Direção de Câmera em Motor de Jogo                    | The Last of Us                               | Venceu         | [ 127 ] |
| 17 de fevereiro de 2014 | NAVGTR Awards 2013                                          | Projeto de Controle, 3D                               | The Last of Us                               | Venceu         | [ 127 ] |
| 17 de fevereiro de 2014 | NAVGTR Awards 2013                                          | Direção em Cinema de Jogo                             | The Last of Us                               | Venceu         | [ 127 ] |
| 17 de fevereiro de 2014 | NAVGTR Awards 2013                                          | Projeto de Jogo, Nova Propriedade Intelectual         | The Last of Us                               | Venceu         | [ 127 ] |
| 17 de fevereiro de 2014 | NAVGTR Awards 2013                                          | Gráficos, Técnico                                     | The Last of Us                               | Venceu         | [ 127 ] |
| 17 de fevereiro de 2014 | NAVGTR Awards 2013                                          | Luz/Textura                                           | The Last of Us                               | Venceu         | [ 127 ] |
| 17 de fevereiro de 2014 | NAVGTR Awards 2013                                          | Trilha Sonora Dramática, Nova Propriedade Intelectual | The Last of Us                               | Venceu         | [ 127 ] |
| 17 de fevereiro de 2014 | NAVGTR Awards 2013                                          | Edição de Som em Cinema de Jogo                       | The Last of Us                               | Venceu         | [ 127 ] |
| 17 de fevereiro de 2014 | NAVGTR Awards 2013                                          | Efeitos de Sonoros                                    | The Last of Us                               | Venceu         | [ 127 ] |
| 17 de fevereiro de 2014 | NAVGTR Awards 2013                                          | Uso de Som, Nova Propriedade Intelectual              | The Last of Us                               | Venceu         | [ 127 ] |
| 17 de fevereiro de 2014 | NAVGTR Awards 2013                                          | Roteiro em um Drama                                   | The Last of Us                               | Venceu         | [ 127 ] |
| 17 de fevereiro de 2014 | NAVGTR Awards 2013                                          | Performance Principal em um Drama                     | Troy Baker                                   | Venceu         | [ 127 ] |
| 17 de fevereiro de 2014 | NAVGTR Awards 2013                                          | Performance Principal em um Drama                     | Ashley Johnson                               | Indicado       | [ 127 ] |
| 17 de fevereiro de 2014 | NAVGTR Awards 2013                                          | Animação                                              | The Last of Us                               | Indicado       | [ 127 ] |
| 8 de março de 2014      | SXSW Gaming Awards 2014                                     | Jogo do Ano                                           | The Last of Us                               | Venceu         | [ 128 ] |
| 8 de março de 2014      | SXSW Gaming Awards 2014                                     | Excelência em Narrativa                               | The Last of Us                               | Venceu         | [ 128 ] |
| 8 de março de 2014      | SXSW Gaming Awards 2014                                     | Excelência em Efeitos Especiais                       | The Last of Us                               | Venceu         | [ 128 ] |
| 8 de março de 2014      | SXSW Gaming Awards 2014                                     | Excelência em Trilha Musical                          | The Last of Us                               | Venceu         | [ 128 ] |
| 8 de março de 2014      | SXSW Gaming Awards 2014                                     | Excelência em Jogabilidade                            | The Last of Us                               | Indicado       | [ 129 ] |
| 8 de março de 2014      | SXSW Gaming Awards 2014                                     | Excelência em Animação                                | The Last of Us                               | Indicado       | [ 129 ] |
| 8 de março de 2014      | SXSW Gaming Awards 2014                                     | Prêmio Convergência                                   | The Last of Us                               | Indicado       | [ 129 ] |
| 12 de março de 2014     | British Academy Video Game Awards                           | Melhor Jogo                                           | The Last of Us                               | Venceu         | [ 17 ]  |
| 12 de março de 2014     | British Academy Video Game Awards                           | História                                              | The Last of Us                               | Venceu         | [ 17 ]  |
| 12 de março de 2014     | British Academy Video Game Awards                           | Ação & Aventura                                       | The Last of Us                               | Venceu         | [ 17 ]  |
| 12 de março de 2014     | British Academy Video Game Awards                           | Realização em Áudio                                   | The Last of Us                               | Venceu         | [ 17 ]  |
| 12 de março de 2014     | British Academy Video Game Awards                           | Intérprete                                            | Ashley Johnson                               | Venceu         | [ 17 ]  |
| 12 de março de 2014     | British Academy Video Game Awards                           | Intérprete                                            | Troy Baker                                   | Indicado       | [ 17 ]  |
| 12 de março de 2014     | British Academy Video Game Awards                           | Realização Artística                                  | The Last of Us                               | Indicado       | [ 17 ]  |
| 12 de março de 2014     | British Academy Video Game Awards                           | Projeto de Jogo                                       | The Last of Us                               | Indicado       | [ 17 ]  |
| 12 de março de 2014     | British Academy Video Game Awards                           | Multijogador                                          | The Last of Us                               | Indicado       | [ 17 ]  |
| 12 de março de 2014     | British Academy Video Game Awards                           | Música                                                | The Last of Us                               | Indicado       | [ 17 ]  |
| 19 de março de 2014     | Game Developers Choice Awards                               | Jogo do Ano                                           | The Last of Us                               | Venceu         | [ 22 ]  |
| 19 de março de 2014     | Game Developers Choice Awards                               | Melhor Projeto                                        | The Last of Us                               | Venceu         | [ 22 ]  |
| 19 de março de 2014     | Game Developers Choice Awards                               | Melhor Narrativa                                      | The Last of Us                               | Venceu         | [ 22 ]  |
| 19 de março de 2014     | Game Developers Choice Awards                               | Melhor Tecnologia                                     | The Last of Us                               | Indicado       | [ 22 ]  |
| 19 de março de 2014     | Game Developers Choice Awards                               | Melhor Arte Visual                                    | The Last of Us                               | Indicado       | [ 22 ]  |
| 24 de outubro de 2014   | Golden Joystick Awards 2014                                 | Melhor Narrativa                                      | The Last of Us: Left Behind                  | Venceu         | [ 130 ] |
| 24 de outubro de 2014   | Golden Joystick Awards 2014                                 | Melhor Momento em Jogo Eletrônico                     | "O Beijo" (The Last of Us: Left Behind)      | Venceu         | [ 130 ] |
| 5 de dezembro de 2014   | The Game Awards 2014                                        | Jogos pela Mudança                                    | The Last of Us: Left Behind                  | Indicado       | [ 131 ] |
| 5 de dezembro de 2014   | The Game Awards 2014                                        | Melhor Remasterização                                 | The Last of Us Remastered                    | Indicado       | [ 131 ] |
| 15 de dezembro de 2014  | GameSpot's Game of the Year 2014 Awards                     | Jogo do Ano de PS3                                    | The Last of Us: Left Behind                  | Venceu         | [ 132 ] |
| 18 de dezembro de 2014  | GameSpot's Game of the Year 2014 Awards                     | Jogo do Ano                                           | The Last of Us: Left Behind                  | Indicado       | [ 133 ] |
| 26 de dezembro de 2014  | Hardcore Gamer's Game of the Year 2014 Awards               | Melhor Roteiro                                        | The Last of Us: Left Behind                  | Indicado       | [ 134 ] |
| 27 de dezembro de 2014  | Hardcore Gamer's Game of the Year 2014 Awards               | Melhor Remasterização                                 | The Last of Us Remastered                    | Indicado       | [ 135 ] |
| 30 de dezembro de 2014  | Hardcore Gamer's Game of the Year 2014 Awards               | Melhor DLC                                            | The Last of Us: Left Behind                  | Venceu         | [ 136 ] |
| 14 de fevereiro de 2015 | Writers Guild of America Awards                             | Melhor Realização de Roteiro em um Jogo Eletrônico    | Neil Druckmann (The Last of Us: Left Behind) | Venceu         | [ 137 ] |
| 20 de fevereiro de 2015 | IGN AU Black Beta Select Awards 2014                        | Melhor Narrativa                                      | The Last of Us: Left Behind                  | Venceu         | [ 138 ] |
| 20 de fevereiro de 2015 | IGN AU Black Beta Select Awards 2014                        | Momento Mais Memorável                                | "O Final" (The Last of Us: Left Behind)      | Venceu         | [ 138 ] |
| março de 2015           | PlayStation Official Magazine Hall of Fame                  | Melhor Jogo de PlayStation 3                          | The Last of Us                               | Quarto         | [ 139 ] |
| 4 de março de 2015      | Game Developers Choice Awards                               | Melhor Tecnologia                                     | The Last of Us Remastered                    | Menção Honrosa | [ 140 ] |
| 12 de março de 2015     | British Academy Video Games Awards                          | História                                              | The Last of Us: Left Behind                  | Venceu         | [ 141 ] |
| 12 de março de 2015     | British Academy Video Games Awards                          | Intérprete                                            | Ashley Johnson (The Last of Us: Left Behind) | Venceu         | [ 141 ] |
| 14 de março de 2015     | SXSW Gaming Awards                                          | Conteúdo Adicional Mais Valioso                       | The Last of Us: Left Behind                  | Venceu         | [ 142 ] |
| 14 de março de 2015     | SXSW Gaming Awards                                          | Personagem Mais Valiosa                               | Ellie (The Last of Us: Left Behind)          | Venceu         | [ 142 ] |
| 14 de março de 2015     | SXSW Gaming Awards                                          | Prêmio Matthew Crump de Inovação Cultural             | The Last of Us: Left Behind                  | Indicado       | [ 142 ] |